# خانية غنجة
خانات غنجة أو خانية غنجية كانت خانية تحت السيادة الإيرانية، وكان موقعها على مدينة غنجة والمناطق المحيطة بها، والتي تقع الآن في أذربيجان الحالية.
كان يحكمها أفراد من عشيرة زياد أوغلو [الإنجليزية] من قبيلة القاجار التركية، الذين تولوا في السابق حكم ولاية قره باغ [الإنجليزية] في عهد السلالة الصفوية في إيران. بعد وفاة الشاه الإيراني نادر شاه (حكم. 1736–1747)، استولى شاهوردي خان زياد أوغلو [الإنجليزية] على غنجة بمساعدة الملوك الجورجيين تيموراز الثاني (حكم. 1732–1762) وهرقل الثاني (حكم. 1744–1798). من خلال دفع الجزية إما إلى خانية قره باغ أو جورجيا، حاول شاهوردي خان أن يفعل كل ما في وسعه لمنع تعرض الخانية للهجوم من جيرانه.
وفي عام 1762م اعترف بسلطة الحاكم الزندي كريم خان زند (حكم. 1751–1779)، الذي رسّخ سلطته في معظم أنحاء إيران. وبعد وفاة كريم خان في عام 1779، عادت الفوضى الداخلية. في عام 1795، خضع جواد خان للحاكم القاجاري آغا محمد خان القاجاري، الذي كانت سلطته تنمو في إيران.

## الخلفية
كانت غنجة مدينة في جنوب القوقاز، وكانت جزءًا من الفتوحات الإسلامية، وثم بعد الغزو المغولي، أصبحت ضمن إيران منذ عهد الملك الصفوي (الشاه) إسماعيل الأول (حكم. 1501–1524). كانت جزءًا من ولاية قرع باغ [الإنجليزية]، التي كانت تحكمها عشيرة زياد أوغلو [الإنجليزية] من قبيلة القاجار التركية. إلى جانب ولاية يريفان الإيرانية [الإنجليزية]، شكلت قره باغ الجزء الخاضع للحكم الإيراني من أرمينيا، والمعروف باسم أرمينيا الإيرانية (1502–1828) [الإنجليزية] أو أرمينيا الشرقية.
في عام 1735، وبعد صد الإمبراطورية العثمانية، أقر القائد العسكري الإيراني نادر خان بإعطاء أوغورلو زياد أوغلو قاجار خانية قره باغ. وكان الأخير فيما بعد الخان الوحيد الذي لم يدعم نادر عندما تقدم بطلب أن يصبح شاه إيران في الجمعية في سهل موغان [الإنجليزية]. وهذا ما دفع نادر شاه إلى تقسيم إقليم قره باغ من أجل الحد من سلطة القاجاريين. وقد مُنحَت منطقة زانجيزور [الإنجليزية] إلى البكلربك (الحاكم العام) لتبريز؛ واستُعيدَت استقلال المليكات الأرمنية [الإنجليزية]، ومُنحَت بورشالو وسلطنة قزاق وشمش الديل [الإنجليزية] إلى الملك الجورجي تيموراز الثاني (حكم. 1732–1762). وبذلك لم يتبق لأوغورلو خان سوى غنجة والمناطق المحيطة بها. قام نادر شاه بتنظيم أرمينيا الإيرانية في أربع خانات؛ يريفان، نختشفان، غنجة، وقره باغ. كانت الخانات نوعًا من الوحدات الإدارية التي يحكمها حاكم وراثي أو معين يخضع للحكم الإيراني. كان لقب الحاكم إما بكلربك أو خان، وهو لقب مرادف للباشا العثماني. ظلت الخانات تُعتبر تابعة لإيران حتى عندما كان الشاه في البر الرئيس الإيراني يفتقرون إلى القوة اللازمة لفرض حكمهم في المنطقة.
في تشرين الثاني 1738، توفي أوغورلو خان في معركة ضد سوركاي خان من خانية غازيكوموخ. في عام 1740، خلفه ابنه شاهوردي خان زياد أوغلو [الإنجليزية]، ولكن في عام 1743 اضطر إلى البحث عن ملاذ آمن مع تيموراز الثاني في كارتلي بسبب دعمه للمطالب بالعرش الإيراني، سام ميرزا. وفي وقت لاحق، أعطى نادر شاه حكم غنجة إلى التوبشي الباشي [الإنجليزية] حاجي خان.

## التاريخ
بعد اغتيال نادر شاه في عام 1747، سقطت إيران في حالة من الاضطراب، وخاصة في جنوب القوقاز. هناك، كان الجورجيون والخانات المحليون يتقاتلون على الأرض.
عاد شاهوردي خان إلى غنجة، حيث أطاح بحجي خان بمساعدة تيموراز الثاني وهرقل الثاني (حكم. 1744–1798). من خلال دفع الجزية إما إلى خانية قره باغ أو جورجيا، حاول شاهوردي خان أن يفعل كل ما في وسعه لمنع تعرض الخانية للهجوم من جيرانه. كما قام بترتيب زيجات لبعض أبنائه من أجل تشكيل تحالفات جديدة. تزوج ابنه الأكبر محمد حسن خان الغنجي [الإنجليزية] من شقيقة سرخاي خان، بينما تزوجت إحدى بناته من إبراهيم خليل خان من خانية قره باغ. وبعد وفاة تلك الابنة تزوجت إحدى بناته الأخرى من إبراهيم خليل خان. تزوجت ابنته الصغرى من حسين خان من شاكي، وبعد وفاة الأخير تزوجت مرة أخرى من محمد حسن آغا، الابن الأكبر لإبراهيم خليل خان.
بحلول عام 1762، أصبح الحاكم هو الزندي كريم خان زند (حكم. 1751-1779) والذي قد رسّخ سلطته على معظم أنحاء إيران، وفي نهاية المطاف اعترفت به جورجيا ومختلف خانات جنوب القوقاز باعتباره صاحب السيادة عليهم. أخذ رضا قلي شقيق شاهوردي خان إلى مدينة شيراز كرهينة. في عام 1768، قُتل شاهوردي خان على يد أحد رفاقه، وخلفه محمد حسن خان، الذي استمر في دفع الجزية إلى جورجيا وخانية قره باغ. في عام 1778، أصبح ابن آخر لشاهوردي خان، وهو محمد خان الغنجوي [الإنجليزية]، الخان الجديد نتيجة للقضايا الداخلية هناك والنزاعات بينه وبين إخوته. فر شقيقاه، جواد خان ورحيم خان الغنجوي [الإنجليزية]، إلى كاراباخ ومدينة تبليسي الجورجية، على التوالي. في عام 1779، تُوفي كريم خان، مما أدى إلى تجدد الفوضى الداخلية.
استغل هرقل الثاني وإبراهيم خليل خان حالة عدم الاستقرار في غنجه، فاتفقا على تقسيم خانية غنجه في عام 1780. وسيطروا على قلعة غنجة، وأعموا محمد خان (أفقده بصره)، واختاروا الأمير كاي خسرو أندرونيكاشفيلي وحضرة قولي بيك كأوصياء على كل منطقة. في عام 1783، قطع إبراهيم خليل خان علاقاته مع جورجيا، بسبب معاهدة جورجيفسك التي وقعها هرقل الثاني مع الروس، والتي وافق فيها على التخلي عن ولائه لإيران مقابل الحماية الروسية. تمكن إبراهيم خليل خان من تنظيم تمرد واسع النطاق في غنجة أدى إلى صعود أحد أفراد عائلة زياد أوغلو إلى السلطة بمساعدة قبيلة داغستانية.
بمساعدة هرقل الثاني، استولى رحيم خان على السلطة في غنجة لفترة وجيزة في عام 1785. ومع ذلك، في عام 1786، ساعد إبراهيم خليل خان جواد خان في أن يصبح خان الجديد لمدينة غنجة. في عام 1787، كان هرقل الثاني والقائد الروسي ستيفان بورناشيف يعتزمان مهاجمة غنجة. مما اضطر هرقل الثاني إلى عقد اتفاق مع فتح علي خان القوبي [الإنجليزية] في عام 1789 وإعادة مقاطعة شمشاد إلى غنجة بعد أن تلقى بورناشيف وجنوده أوامر بالمشاركة في الحرب الروسية التركية في الفترة من 1787 إلى 1792. وفي الوقت نفسه، كانت سلطة الحاكم القاجاري آغا محمد خان القاجاري تنمو في إيران. ومثله كمثل نادر شاه، فقد رأى أن جنوب القوقاز، بما في ذلك جورجيا، جزء لا يتجزأ من إيران.

الخريطة السياسية للجزء الشرقي من جنوب القوقاز بين عامي 1795 و1801

بعد أن شعر بالخيانة بسبب تصرفات هرقل الثاني، وأدرك الاستقلال الذي تتمتع به الخانات، قام آغا محمد خان بغزو جنوب القوقاز في عام 1795. اعترف جواد خان بسيادته ليتمكن أخيرًا من التحرر من جيرانه المسيطرين. وبما أن معظم المنطقة كانت الآن تحت الحكم الإيراني، سار آغا محمد خان إلى عاصمة هرقل الثاني، تبليسي. لقد أظهر له جواد خان الطريق. وتلت ذلك معركة عنيفة انتهت بانتصار آغا محمد خان وانسحاب هرقل الثاني. وبعد استعادة معظم حدود الدولة الصفوية، توج آغا محمد خان نفسه شاهًا لإيران وتقدم إلى خراسان من أجل الاستيلاء على المقاطعة الأخيرة.
اعتبرت الإمبراطورة الروسية كاترين الثانية (حكم. 1762–1796) اعتبروا الهجوم على تبليسي بمثابة إساءة لروسيا، واستخدموه كسبب لغزو جنوب القوقاز. وفي آذار 1796، أرسلت إعلانًا عامًا، مكتوبًا باللغتين الفارسية والأرمنية، إلى جميع الخانات والشخصيات المهمة في المنطقة. وقد أوضحت الرسالة سبب غزوها كوسيلة لحماية جورجيا وبقية جنوب القوقاز من "المغتصب" آغا محمد خان، بحسب تعبيرهم. أقنع غياب آغا محمد خان الخانات (باستثناء يريفان وشيروان) بالاعتراف بالسيادة الروسية، على الرغم من أنها لم تدم إلا لفترة وجيزة. تخلى الروس عن الحملة الروسية بعد وفاة كاثرين الثانية في تشرين الثاني 1796. وفي ربيع عام 1797، عاد آغا محمد خان إلى جنوب القوقاز. واستستلم بعض الخانات له، بينما فر أو طُرد كل الخانات. ومع ذلك، اُغتُيل في حزيران 1797، مما أدى لفترة وجيزة إلى تجدد الاضطرابات في المنطقة.

### الغزو الروسي

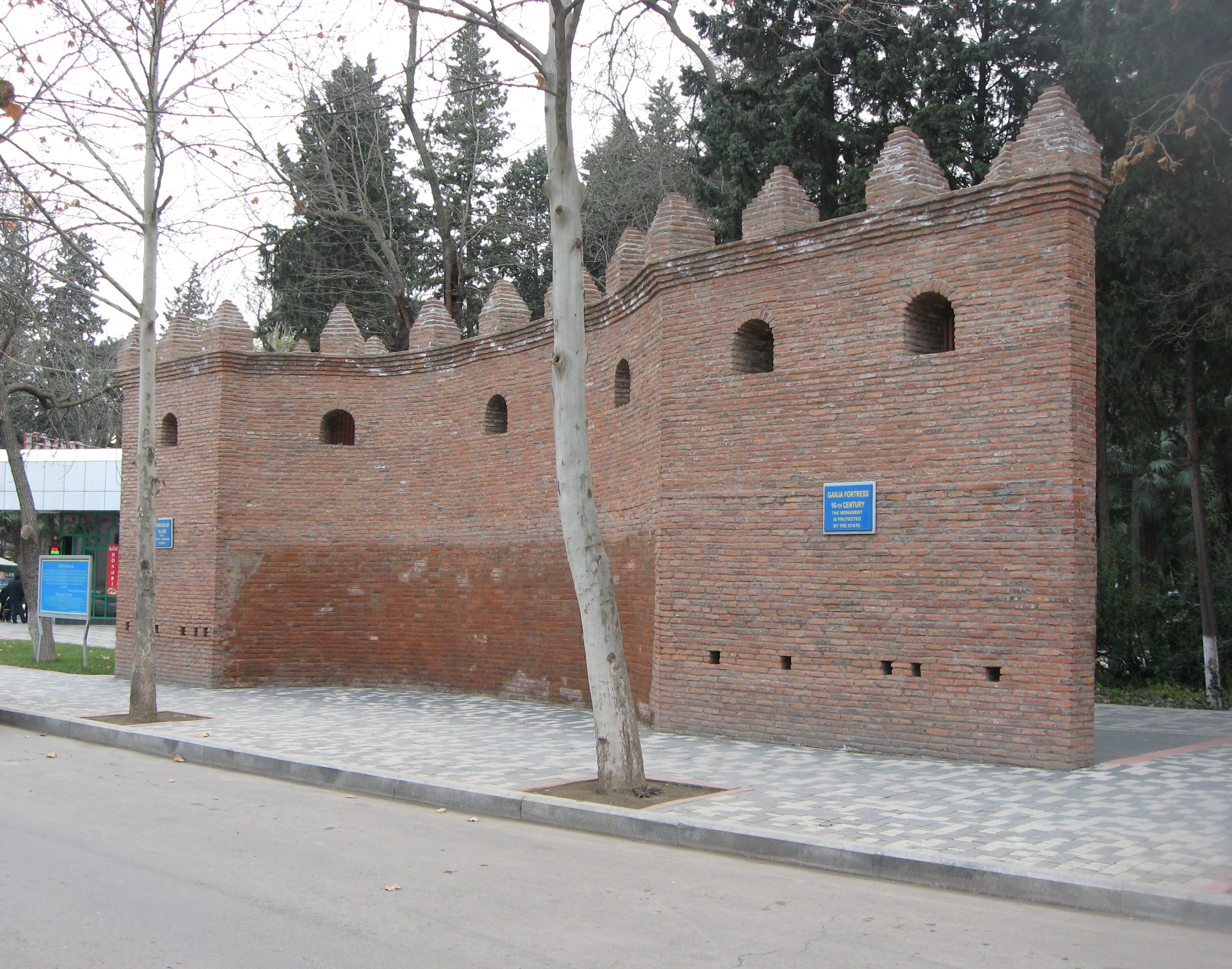
بقايا قلعة غنجة

خلال الحرب الروسية الفارسية الأولى (1804-1813)، اعتبر الروس، الذين دعموا في وقت سابق مطالبة جورجيا بالسيادة على الخانات، أن غنجة مدينة ذات أهمية قصوى. توجه القائد العسكري بافيل تسيتسيانوف عدة مرات إلى جواد خان، طالبًا منه الخضوع للحكم الروسي، لكن طلبه كان يُرفض في كل مرة. في 20 تشرين الثاني 1803، تحرك الجيش الروسي من تبليس، وفي كانون الأول، بدأ تسيتسيانوف الاستعدادات للحصار. بعد قصف مدفعي كثيف، في 3 كانون الثاني 1804، في الساعة الخامسة صباحًا، أصدر تسيتسيانوف الأمر بمهاجمة القلعة. وبعد قتال عنيف، تمكن الروس من الاستيلاء على القلعة. قُتل جواد خان مع أبنائه. وفقًا لدراسة رئيسة للأحداث العسكرية في القوقاز أجراها جون ف. بادلي [الإنجليزية]:
أعاد الروس تسمية غنجة إلى إليزابيث بول تكريما لزوجة الإسكندر إليزابيث. في عام 1805، ألغت الحكومة الإمبراطورية رسميًا الخانات، وأنشأت منطقة عسكرية باسم إليزابيثبول. حمل أحفاد سلالة زياد أوغلو القاجارية اسم زيادخانوف في الإمبراطورية الروسية.

## الإدارة والسكان
من حيث البنية، كانت خانية غنجة بمثابة نسخة مصغرة من الملكية الإيرانية. كانت اللغة الإدارية والأدبية في غنجة حتى نهاية القرن التاسع عشر هي اللغة الفارسية، مع استخدام اللغة العربية للدراسات الدينية، على الرغم من حقيقة أن معظم المسلمين في المنطقة يتحدثون لهجة تركية. وكان يستخدمون اللغة الفارسية في القضاء.
كان أغلبية السكان في خانية غنجة من المسلمين الشيعة. وكان هناك أيضًا عدد كبير من السكان المسيحيين في الخانات، الذين كانوا جزءًا من الكنيسة الرسولية الأرمنية. ساهم المجتمع الأرمني بشكل كبير في دخل الخان من خلال مجموعة من المشاريع التجارية بالإضافة إلى دفع الضريبة الإضافية المفروضة على غير المسلمين لإعفائهم من الخدمة العسكرية. عندما غزا الجيش الروسي مدينة غنجة عام 1804، كان عدد سكان المدينة 10425 نسمة، وهو ما يعتبره المؤرخ الحديث مورييل أتكين قليلًا.

## سك العملات

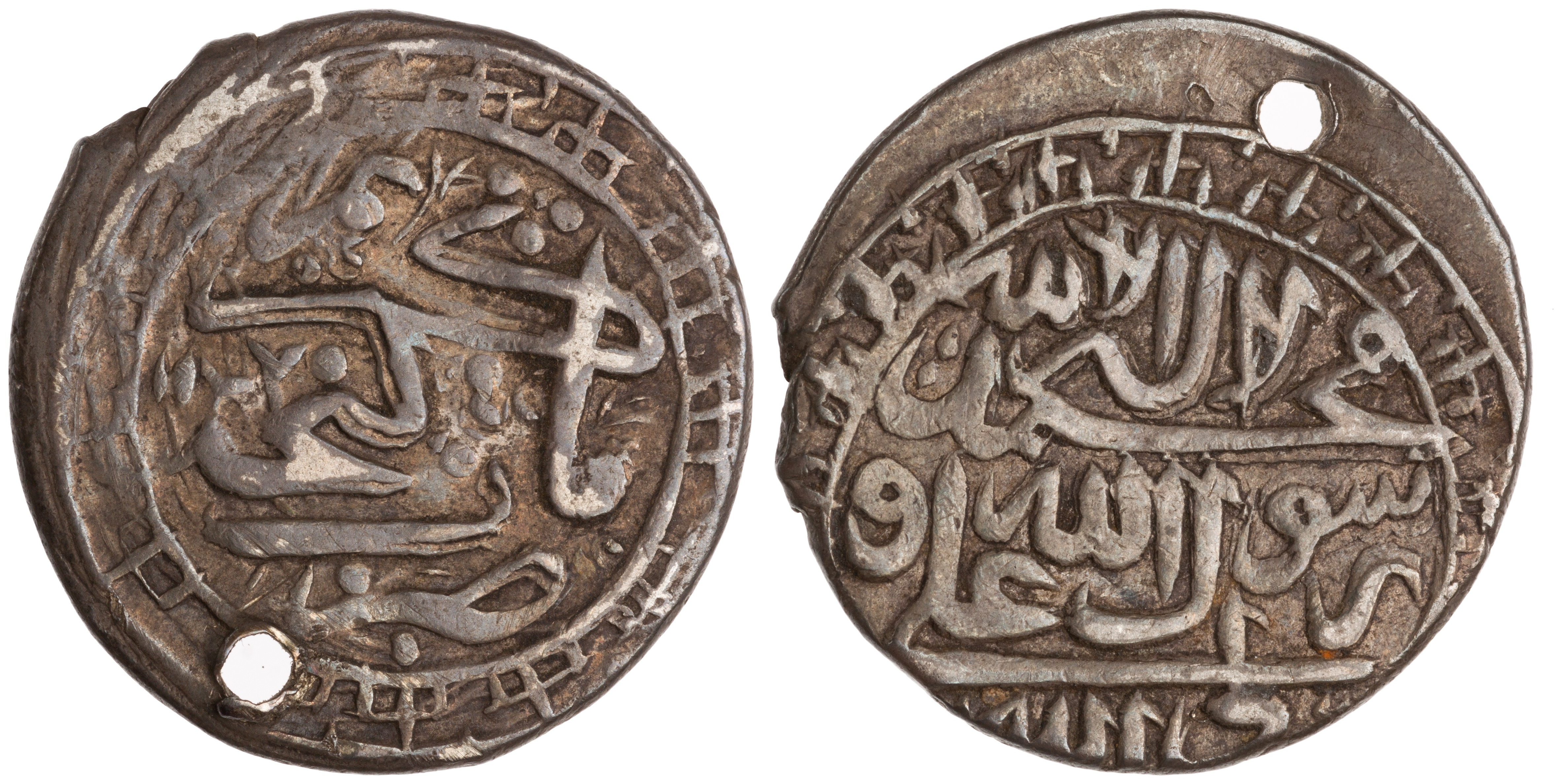
عملة عباسية فضية لكريم خان زند. سُكّت في غانجة عام 1763 أو 1764

حتى عندما بدأت سلالة أفشاريد في الانحدار، استمر سك العملة دون انقطاع في غنجة. كانت العملات المعدنية من النوع (أ) التي تحمل اسم المتوفى نادر شاه هي الأولى التي أُنتجَت. سُكت العملات المعدنية من النوع B التي تحمل عبارة (يا كريم) لأول مرة في غنجة بعد أن تولى كريم خان السلطة في إيران. كان وزن كل من هذين الصنفين مثقالًا واحدًا، وقد أُنتجتًا وفقًا للمعيار النقدي الإيراني، وكانا أول معيار محلي له. في عامي 1768/1769، بدأت غنجة في تصنيع عملات عباسية أخف وزنًا مكونة من 4 شاهي تزن 3.69 غرام (80% من معيار الوزن الإيراني الثاني)، بعد وقت قصير من زيادة عدد عملات الشاهي الموجودة في العباسي من 4 إلى 5 في جميع أنحاء إيران. حتى عامي 1773/1774، كانت هذه العملات المعدنية متداولة. قُدمَت عملة جديدة من النوع C تحمل بيتًا من شعر كريم خان نتيجة لتعديل الوزن.
في عامي 1776/1777، قامت إيران بإصلاح العملة التالي، مما أدى إلى زيادة عدد العملات العباسية من خمسة إلى ستة شاهي. على غرار المرة الأخيرة، ردت غنجة على هذا الإصلاح من خلال البدء في سك نسخة أخف وزنًا تزن 3.07 جرامًا (66.67%). ومع ذلك، يبدو أن عملات غنجة من عامي 1773 و1776 تشير إلى وجود تعديل آخر على الشاهي في العباسي قبل إصلاح 1776/77.
تعود آخر العملات المعدنية التي عثر عليها في خانية غنجة إلى عام 1803. بعد الغزو الروسي، أُلغيَت الخانات على الفور، وتوقف سك العملات المعدنية.

## قائمة الخانات
| خان                            | فترة الحكم                 | العلاقة مع السلف                                                            |
| ------------------------------ | -------------------------- | --------------------------------------------------------------------------- |
| شاهفيردي خان [الإنجليزية]      | 1747 - 1761                | عضو فرع زياد أوغلو من سلالة القاجار . السلطة المؤكدة.                       |
| محمد حسن خان غنجة [الإنجليزية] | 1761 - 1781                | ابن شاهوردي خان. تم تثبيته في السلطة بمساعدة جورجية.                        |
| إبراهيم خليل خان               | 1781 - 1784                | خان كاراباخ. استولى على خانات جانجا.                                        |
| حاجي بيك خان غنجة [الإنجليزية] | 1784 - 1786                | قريب شافيردي خان ومحمد حسن خان. تمرد ضد الجورجيين واستعاد خانية غنجه.       |
| رحيم خان غنجة [الإنجليزية]     | 1786                       | ابن شافيردي خان وشقيق محمد حسن خان. أكد سلطته بعد وفاته.                    |
| جواد خان                       | 1786 - 3 كانون الثاني 1804 | ابن شافيردي خان وشقيق محمد حسن خان ورحيم خان. تولى العرش بعد خلع أخيه رحيم. |